# Trollius
Trollius és un gènere de plantes amb flors que conté unes 30 espècies de plantes de la família Ranunculàcia.
Són originaris de les zones temperades fredes de l'hemisferi nord. Tenen una gran diversitat d'espècies a l'Àsia i normalment creixen en sòls pesats argilosos.
La majoria són plantes herbàcies perennes amb flors de color groc brillant encara que algunes són de color taronja o lila.
Totes les espècies del gènere Trollius són verinoses quan són fresques pels ramats però normalment no són menjades, ja que són de gust agre.
Algunes espècies s'utilitzen en jardineria amb alguns cultivars seleccionats amb flors grans i brillants.

## Espècies presents als Països Catalans[1]
- Trollius europaeus ssp europaeus

## Galeria

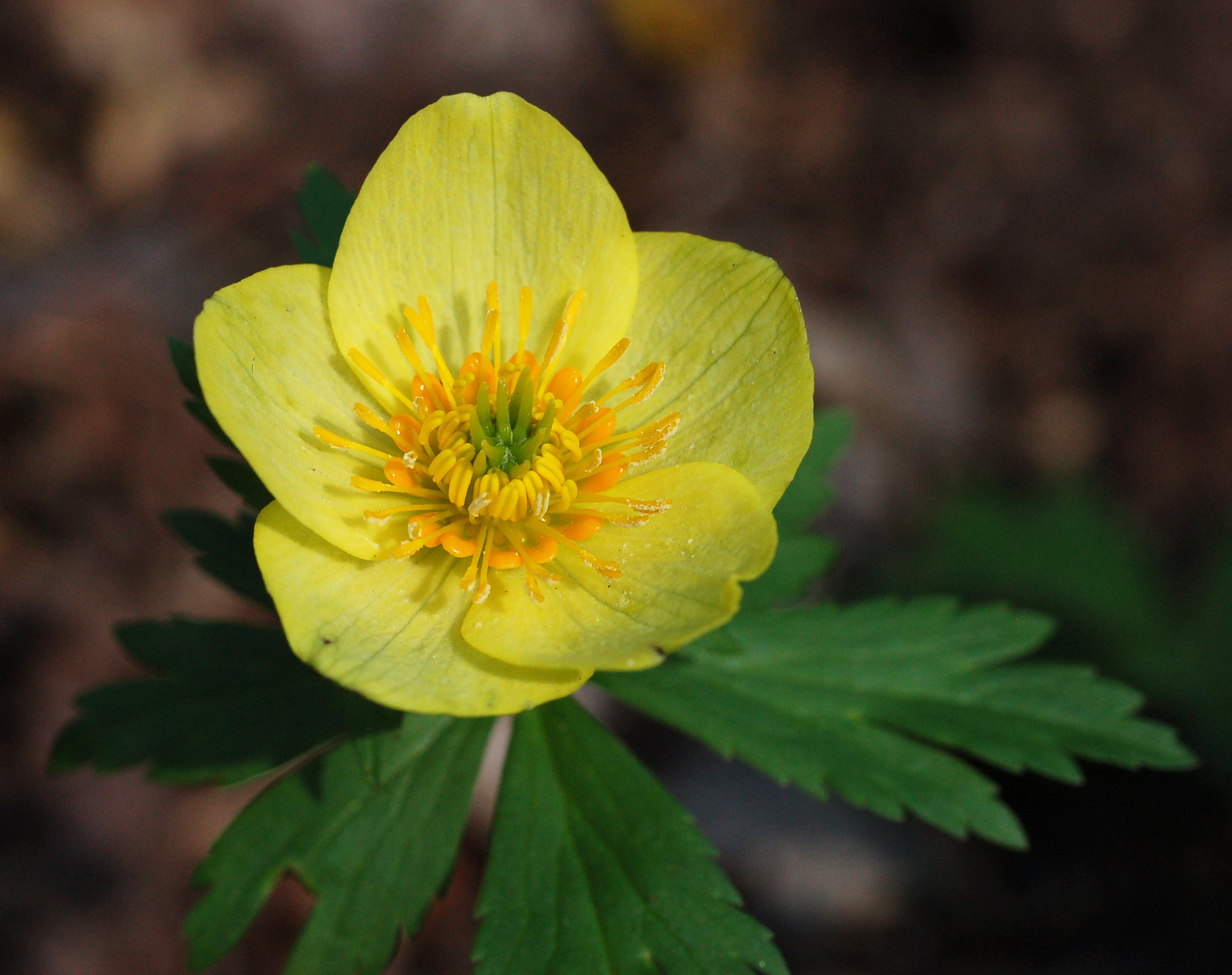
Trollius laxus
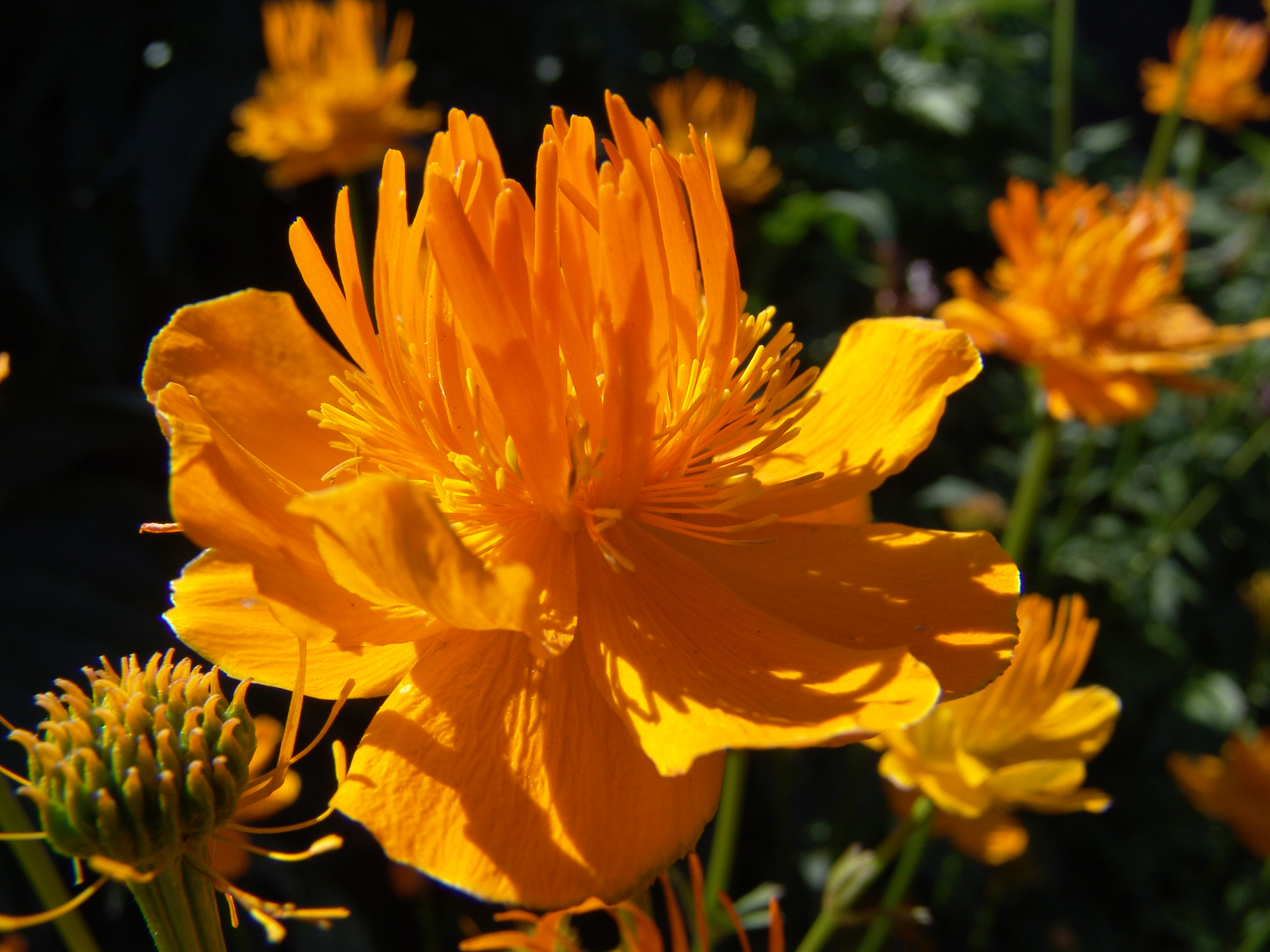
Trollius sp.